# Argut-Dessus
Ne doit pas être confondu avec Argut-Dessous.
Argut-Dessus (en occitan gascon Argut d'amont) est une  ancienne commune française située dans le département de la Haute-Garonne en région Occitanie. Elle est associée à la commune de Boutx depuis 1974.

## Géographie
Situé à quelques kilomètres de la frontière franco-espagnole, le village est relié à la route D44e.

## Histoire
Le 1er août 1974, la commune d'Argut-Dessus est rattachée à celle de Boutx sous le régime de la fusion-association.

## Politique et administration
| Période                                  | Période  | Identité     | Étiquette | Qualité |
| ---------------------------------------- | -------- | ------------ | --------- | ------- |
| 2008                                     | En cours | Justin Pujol |           |         |
| Les données manquantes sont à compléter. |          |              |           |         |

## Démographie
| 1793 | 1800 | 1806 | 1821 | 1831 | 1836 | 1841 | 1846 | 1851 |
| ---- | ---- | ---- | ---- | ---- | ---- | ---- | ---- | ---- |
| 295  | 307  | 376  | 429  | 480  | 487  | 504  | 470  | 506  |

| 1856 | 1861 | 1866 | 1872 | 1876 | 1881 | 1886 | 1891 | 1901 |
| ---- | ---- | ---- | ---- | ---- | ---- | ---- | ---- | ---- |
| 442  | 469  | 456  | 502  | 495  | 393  | 410  | 321  | 299  |

| 1911 | 1921 | 1926 | 1931 | 1936 | 1946 | 1954 | 1962 | 1968 |
| ---- | ---- | ---- | ---- | ---- | ---- | ---- | ---- | ---- |
| 266  | 170  | 157  | 151  | 148  | 128  | 81   | 75   | 56   |

## Lieux et monuments
- Église Saint-Laurent